# Leucocoryne gilliesioides
Leucocoryne gilliesioides là một loài thực vật có hoa trong họ Amaryllidaceae. Loài này được (Phil.) Ravenna mô tả khoa học đầu tiên năm 2000.